# Гордиенковцы
Гордиенковцы (укр. Гордієнківці, до 2016 г. — Шлях Незаможника) — село в Генической городской общине Генического района Херсонской области Украины.
Население по переписи 2001 года составляло 141 человек. Почтовый индекс — 75532. Телефонный код — 55-34. Код КОАТУУ — 6522184012.

## История
В 1946 году указом ПВС УССР населённый пункт участок 2-й колхоза им. Сталина переименован в хутор Шлях Незаможника.